# لايساندر (نيويورك)
لايساندر (بالإنجليزية: Lysander, New York)‏ هي بلدة أمريكية تقع في الولايات المتحدة في مقاطعة أونونداغا، نيويورك. يقدر عدد سكانها بـ 21,759 نسمة ومساحتها 167.4 كم2 وترتفع عن سطح البحر 133 متر.